# Santo António (Cabo Verde)
Santo António (Crioulo cabo-verdiano, ALUPEC: Santu Antóniu) é uma aldeia do município de São Filipe na central da ilha do Fogo, em Cabo Verde.

## Vilas próximos ou limítrofes
- Mosteiros, nordeste
- Atalaia, suloeste